# Государственный архив Российской Федерации
Госуда́рственный архи́в Росси́йской Федера́ции (сокращённо Госархив России, ГА РФ) предназначен для хранения документов высших органов законодательной, исполнительной и судебной власти Российской Федерации. Здания Госархива России расположены по следующим адресам:
- г. Москва, Большая Пироговская ул., дом № 17 (единый адрес комплекса зданий так называемого «архивного городка» между Большой Пироговской и Малой Пироговской улицами, переулком Хользунова и 1-м Архивным переулком, в котором размещены ГА России, РГАЭ и РГАДА) — бывший ЦГАОР.
- г. Москва, Бережковская наб., дом № 26 — бывший ЦГА РСФСР.

## История
История архивных фондов, хранящихся ныне в ГА РФ, началась задолго до появления самого архива. Его коллекция включает документы, которые в разное время хранились в следующих, ныне не существующих архивах: Московский историко-революционный архив (МИРА), существовал в 1917—1920 гг.; Государственный архив РСФСР (1920—1925 гг.); Русский заграничный исторический архив в Праге (РЗИА), 1923—1945 гг. В результате сложной системы реорганизаций появился Центральный государственный архив Октябрьской революции и социалистического строительства (ЦГАОРСС), хранивший документы перечисленных архивов, а также принимавший на государственное хранение документы ведомственных архивов наркоматов (министерств) и высших органов государственной власти и управления СССР.
С 1925 года существовал Архив революции и внешней политики (АРВП), в котором после серии перемещений осели документы Новоромановского архива, в 1927 году в него поступили фонды Петроградского историко-революционного архива (ПИРА), существовавшего с 1917 года. В 1932 году АРВП реорганизован в Государственный архив революции, в свою очередь тот в 1941 году преобразован в Центральный государственный исторический архив в Москве (ЦГИАМ).
Постановлением Совета министров СССР от 28 июля 1961 года из ЦГАОРСС была выделена группа фондов отраслевых министерств и ведомств, а для их хранения образован новый Центральный государственный архив народного хозяйства (ЦГАНХ, ныне — РГАЭ). Постановлением Совета министров СССР от 14 декабря 1961 года ЦГАОРСС был объединён с ЦГИАМ под названием «Центральный государственный архив Октябрьской революции, высших органов государственной власти и государственного управления» (ЦГАОР СССР).
Госархив России был создан Распоряжением Правительства России № 809-р от 28 апреля 1992 года на базе ЦГАОР СССР и Центрального государственного архива РСФСР (ЦГА РСФСР).
С 1995 года Госархив России входит в Государственный свод особо ценных объектов культурного наследия народов Российской Федерации.

## Описание
В Госархиве России хранятся около 6,4 миллионов дел, в том числе уникальные фонды по истории России и императорской династии Романовых: грамоты, указы, манифесты, рескрипты, письма, записные книжки, дневники, мемуары русских императоров и императриц, великих князей и княгинь (письма Павла I, Екатерины I, материалы о смерти императора Александра I и вступлении на престол императора Николая I), документы французской роялистской эмиграции XVIII-XIX веков, письма династии Бурбонов: Людовика XVIII, королевы Марии-Антуанетты, письмо императора Наполеона I. Кроме того, в архиве хранятся личные фонды государственных и общественных деятелей Российской империи, РСФСР, СССР и Российской Федерации, а также фонды государственных учреждений, которые можно разделить на следующие группы:
- документы Департамента полиции МВД Российской империи, Московского охранного отделения, Штаба Отдельного корпуса жандармов и Московского губернского жандармского управления;
- документы канцелярии Временного правительства 1917 года (в том числе протоколы заседаний правительства) и его ведомств, а также Чрезвычайной следственной комиссии и документы по созыву и деятельности Учредительного собрания (в том числе подлинный протокол его заседания);
- документы по истории белого движения (личные фонды и документы учреждений, в основном захваченные Красной армией в ходе Гражданской войны) и русской эмиграции (преимущественно фонды РЗИА);
- документы высших органов государственной власти и управления РСФСР как независимого государства (1917—1922) и как союзной республики в составе СССР (1923—1991), документы Съезда народных депутатов РСФСР—РФ (1990—1993);
- документы высших органов государственной власти и управления СССР (в том числе подлинники постановлений и распоряжений правительства, протоколов заседаний и постановлений ЦИК СССР, указов Президиума Верховного Совета, протоколов заседаний Съезда народных депутатов СССР), а также фонд архивно-уголовных дел Управления КГБ СССР по Москве и Московской области на необоснованно репрессированных лиц, в отношении которых уголовное преследование было прекращено (в том числе следственные дела КГБ на диссидентов Ю. Ф. Орлова, В. И. Новодворскую и др.), частично — надзорные дела Прокуратуры СССР и судебные дела Верховного суда СССР;
- документы высших органов государственной власти и управления Российской Федерации (в том числе подлинники постановлений и распоряжений правительства, а также документы Федерального собрания и РФФИ, поступившие из ведомственных архивов на государственное хранение).

Описание более 6 млн несекретных дел, находящихся на хранении в ГА РФ, включено в базу данных «Электронные описи» на официальном сайте и доступно всем пользователям Интернета.

## Руководство
Директор: Роговая Лариса Александровна.
Заместители директора: Е. В. Анискина, Е. А. Козлова, Л. Н. Малашенко, А. А. Карпец.
Научный руководитель: доктор исторических наук, профессор С. В. Мироненко.

## Галерея

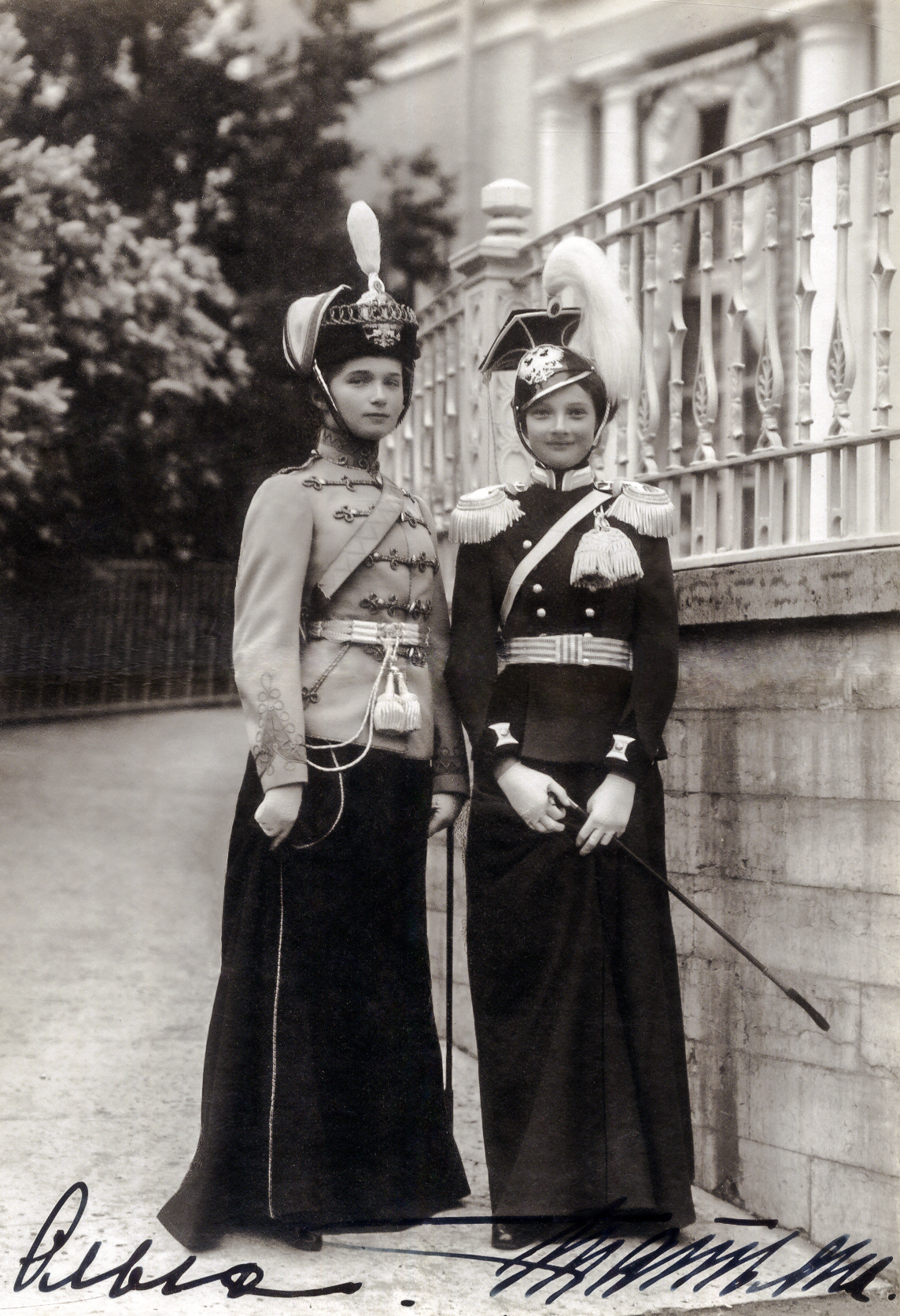
Великие княжны Ольга и Татьяна Николаевны в форме подшефных полков. 1910 г. Фотоателье «К. Е. Ган и Ко». Царское Село. 1910 год. (ГА РФ. Ф. 601. Оп. 1. Д. 2162. Л. 14).
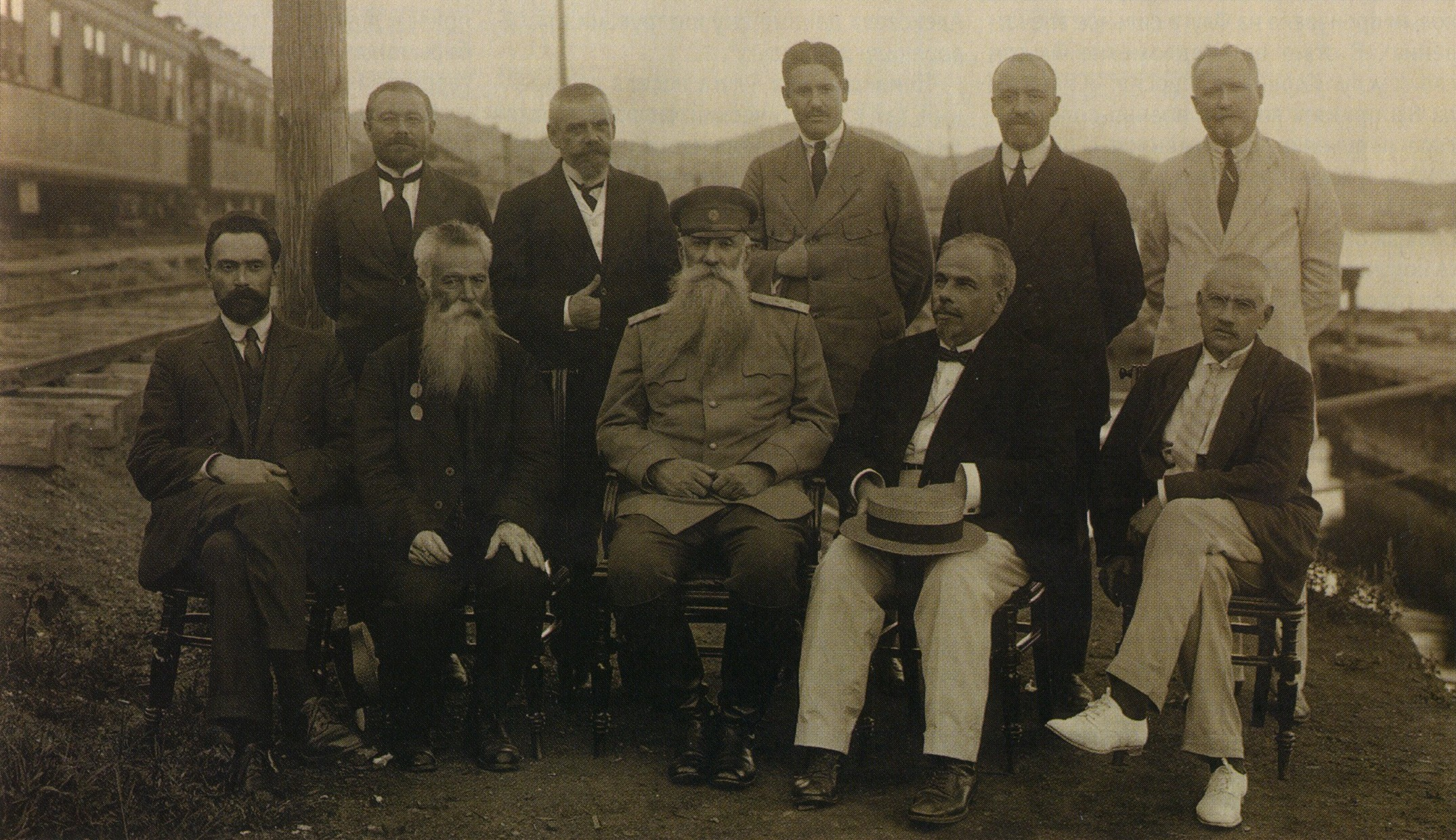
Правительство (деловой кабинет) генерала Л. Д. Хорвата. Владивосток. Сидят: Л. А. Устругов, М. О. Курский, Д. Л. Хорват, С. В. Востротин, В. Е. Флуг. Стоят: С. В. Таксин, В. Е. Алферьев, А. М. Окороков, В. А. Глухарёв, проф. Я. Я. Брандт. 1918 год (ГА РФ).
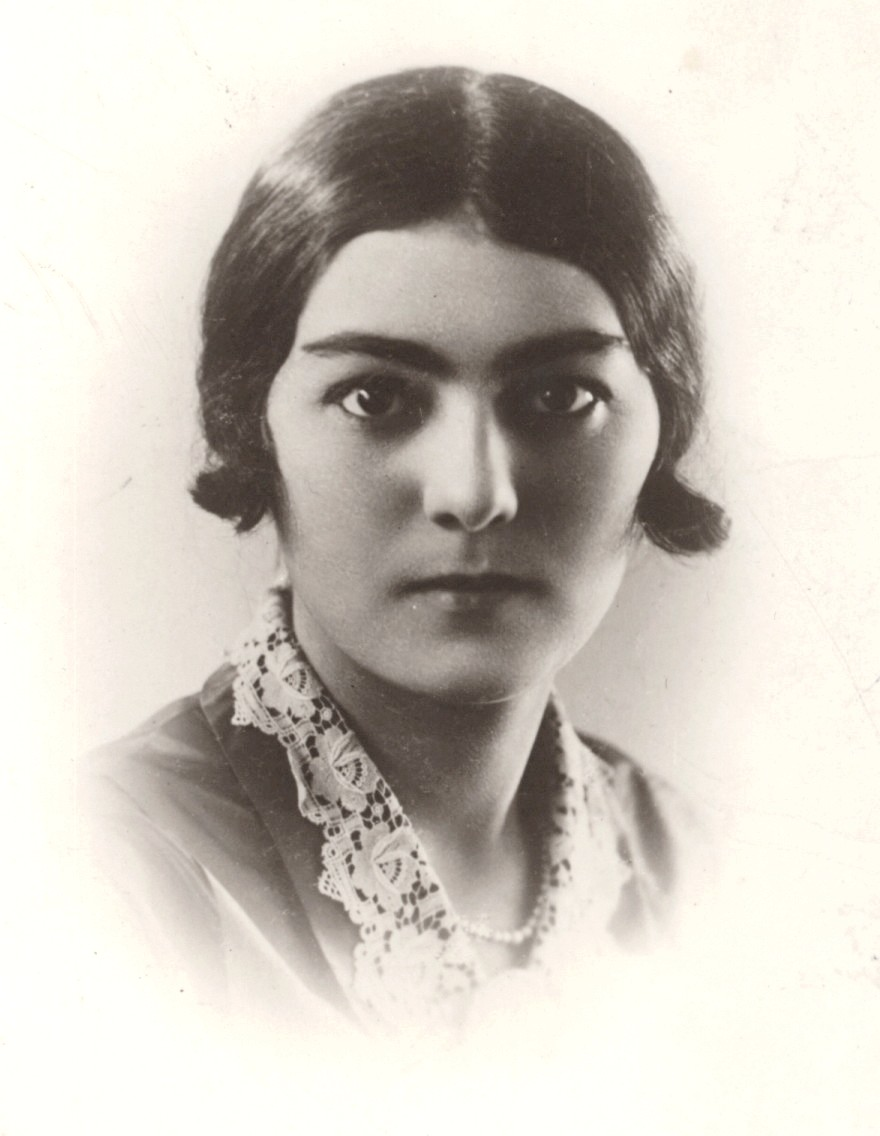
Л. И. Хаиндрова. Дайрен. Вторая половина 1930-х (ГА РФ. Ф. 10247. Д. 174)